# Az Öreg (televíziós sorozat)
Az Öreg (eredeti címén: Der Alte) (nyugat)-német krimisorozat, amelyet a Neue Münchner Fernsehproduktion készített a ZDF, az ORF és az SRF csatornák részére. Az Szolgálati út című 95 perces próbaepizódot 1977 Húsvéthétfőjén sugározták.  A sorozat első producere Helmut Ringelmann volt, akihez olyan híres sorozatok köthetők, mint a Derrick vagy A felügyelő.

## Története
A sorozat címszereplője a müncheni bűnügyi rendőrség egy idősebb főfelügyelője, aki a neki segítő kollégáival nyomoz ki általában gyilkossági ügyeket. A sorozat – hasonlóan az 1970 óta futó Tetthely című sorozathoz – az 1977-es indulása óta szintén a mai napig fut, ugyanúgy cserélődő szereplőkkel.
Az első 100 részben Erwin Köster (Siegfried Lowitz) vezette a Gyilkossági csoportot a müncheni rendőrkapitányságon. Segítői Gerd Heymann (Michael Ande) és Martin Brenner (Jan Hendriks) voltak, de néhány epizódban Mayer Zwo (Wolfgang Zerlett) is besegített. Felettese Franz Millinger (Henning Schlueter) volt.
1986. február 28-án utódja, Leo Kress (Rolf Schimpf) főfelügyelő vette át a feladatát, és megerősítést is hozott magával: Henry Johnson (Charles M. Huber), akit 1997-ben Axel Richter (Pierre Sanoussi-Bliss) váltott fel. Werner Riedmann (Markus Böttcher) volt a felelős a bizonyítékok megszerzéséért.
Több mint 21 év után Schimpf 222 epizóddal a háta mögött visszavonult Kress főfelügyelőként. Utódja 2008 márciusától Walter Kreye volt, aki 43 epizódban alakította Rolf Herzog főfelügyelőt. 
2012 szeptemberében Jan-Gregor Kremp vette át ezt a szerepet, mint Richard Voss főfelügyelő. Axel Richter és Werner Riedmann szerepét 2015-ben Annabell „Anna” Lorenz (Stephanie Stumph) nyomozó és Tom Kupfer jelölt (Ludwig Blochberger) vette át.
Kezdetben csak nyomozó asszisztens, később főnyomozó és végül főfelügyelő, Gerd Heymann (Michael Ande) 39 év után, 2016-ban több mint 400 eset után ment nyugdíjba. Az epizódok számával és az idővel mérve Michael Ande volt az, aki a német televízióban játszott nyomozót a leghosszabb ideig.
2017-ben Thimo Meitner csatlakozott, mint Lennard "Lenny" Wandmann, az új negyedik emberként. Az Asperger-szindrómában szenvedő Lenny kutatóként és informatikusként dolgozott. 2021-ben nagyanyja halála után otthagyta a csapatot, és új barátnőjével Bécsbe költözött, helyét Joshua Tuttlinger (Yan Balistoy) vette át.
Tíz év után a vezető színész, Jan-Gregor Kremp saját kérésére távozik a sorozatból. Utóda Thomas Heinze, mint Caspar Bergman főfelügyelő. Ezt 2022. március 1-jén jelentette be a ZDF. Kremp utolsó epizódja 2023 tavaszán került adásba. 2022 nyarától új epizódokat forgatnak Heinzével. Ludwig Blochberger már Kremp előtt kiesett a sorozatból egy sorozathalál következtében 2022. május 6-án.

## Szereplők

### Az Öreg
| Szerep          | Színész          | Magyar hang                                 | Epizódok száma | Év              | Távozásának oka                                           |
| --------------- | ---------------- | ------------------------------------------- | -------------- | --------------- | --------------------------------------------------------- |
| Erwin Köster †  | Siegfried Lowitz | Avar István / Bodrogi Gyula / Fillár István | 1–100.         | 1977–1986       | A karakter a 100. részben meghal, lőtt seb következtében. |
| Leo Kress       | Rolf Schimpf     | –                                           | 101–322, 340.  | 1986–2007, 2009 | Nyugdíjba vonul.                                          |
| Rolf Herzog     | Walter Kreye     | –                                           | 323–365.       | 2008–2012       | Dél-Amerikába költözik a fiához.                          |
| Richard Woss    | Jan-Gregor Kremp | –                                           | 366–453.       | 2012–2023       | Olaszországba költözik.                                   |
| Caspar Bergmann | Thomas Heinze    | –                                           | 454–           | 2023–           |                                                           |

### További szereplők
| Szerep                                       | Színész                                   | Magyar hang                                 | Epizódok száma                                                                                                | Év        | Távozásának oka                                              |
| -------------------------------------------- | ----------------------------------------- | ------------------------------------------- | --- | --------- | ------------------------------------------------------------ |
| Gerd Heymann felügyelő / főfelügyelő         | Michael Ande                              | Kassai Károly (67. rész) / Sebestyén András | 1–403. (a 45. és 53. részben nem szerepel)                                                                    | 1977–2016 | Nyugdíjba vonul.                                             |
| Martin Brenner felügyelő                     | Jan Hendriks                              | Gruber Hugó (67. rész) / Vass Gábor         | 2–4, 7–8, 10–11, 14–15, 17, 19–22, 24–25, 27–36, 41–44, 46–101.                                               | 1977–1986 | Áthelyezik egy másik osztályra.                              |
| Franz Millinger főtanácsos                   | Henning Schlüter                          | Huszár László / Horkai János                | 1–3, 5–6, 8, 10–11, 13–14, 16–18, 20–22, 27–32, 35–38, 40–42, 44, 47–48, 51–52, 55–59, 61–62, 66, 68, 72, 78. | 1977–1984 | Ismeretlen                                                   |
| Mayer Zwo, nyomozófőnök                      | Werner Asam (21. rész) / Wolfgang Zerlett | Usztics Mátyás (67. rész) / Rékasi Károly   | 21., 32, 36–40, 49, 51, 53, 57–62, 65, 67, 73–74, 76, 78, 81–82, 85–86, 92–95, 97–100, 106–107, 111–112, 114. | 1978–1987 | Ismeretlen                                                   |
| rendőrorvos                                  | Ulf J. Soehmisch                          | ?                                           | 74, 77, 91–94, 96, 98, 100–109, 111, 114, 116–139, 142–166, 168–182, 184–252, 254–269, 271–327                | 1983–2013 | Ismeretlen                                                   |
| Löwinger nyomozófőnök                        | Jan Meyer                                 | –                                           | 91, 94, 96, 99, 101, 104, 111.                                                                                | 1985–1986 |                                                              |
| Henry Jonson felügyelő                       | Charles M. Huber                          | –                                           | 101–225. | 1986–1997 | Ismeretlen                                                   |
| Werner Riedmann főnyomozó                    | Markus Böttcher                           | –                                           | 108–109, 113–114, 116–123, 126–139, 141–394.                                                                  | 1986–2015 | A karakter a wiesbadeni BKA-hoz megy.                        |
| Axel Richter, nyomozó                        | Pierre Sanoussi-Bliss                     | –                                           | 226–394. | 1997–2015 | Amerikába költözik.                                          |
| Dr. Franziska Sommerfeld, törvényszéki orvos | Christina Rainer                          | –                                           | 375– | 2013–     |                                                              |
| Anabell ,,Anna" Lorenz, felügyelőnő          | Stephanie Stumph                          | –                                           | 395– | 2015–     |                                                              |
| Tom Kupfer felügyelő †                       | Ludwig Blochberger                        | –                                           | 395–451. | 2015–2022 | A karakter a 451. részben lőtt sérülés következtében elhuny. |
| Lennard ,,Lenny" Wandmann, IT-szakember      | Thimo Meitner                             | –                                           | 405–440. | 2017–2021 | A karakter a barátnőjével Bécsbe költözik.                   |
| Joshua Tuttlinger, IT-szakember              | Yan Balistoy                              | –                                           | 441–443 | 2021      | Ismeretlen                                                   |
| Julia Lulu Zhao, IT-szakember                | Yun Huang                                 | –                                           | 444– | 2022–     |                                                              |
| Dr. Luisa Geiger, igazságügyi orvosszakértő  | Sidonie von Krosigk                       | –                                           | 454– | 2023–     |                                                              |

## Magyarországon sugárzott epizódok
Magyarországon eddig csak a Siegfried Lowitz által alakított Köster felügyelővel készült részeket sugározták, és azokból is csak 20 részt. Bár mindegyik részhez csak egy szinkron készült, ennek ellenére Siegfried Lowitzot hárman is szinkronizálták a sorozatban.
| Epizódszám | Cím                         | Magyar bemutató      | Siegfried Lowitz magyar hangja |
| ---------- | --------------------------- | -------------------- | ------------------------------ |
| 67.        | Hideg, mint a gyémánt       | 1985. november 24.   | Fillár István                  |
| 14.        | A bumeráng                  | 1987. május 14.      | Avar István                    |
| 12.        | A bőrönd                    | 1987. július 17.     | Avar István                    |
| 63.        | A zsákmány                  | 1987. augusztus 22.  | Avar István                    |
| 53.        | Az ismeretlen nő            | 1987. szeptember 5.  | Avar István                    |
| 71.        | A szerelemnek ára van       | 1987. november 15.   | Avar István                    |
| 75.        | Robbanás a sötétben         | 1988. január 10.     | Avar István                    |
| 35.        | Illúziók egy gyilkosságról  | 1988. április 24.    | Avar István                    |
| 78.        | Tökéletes vallomás          | 1988. szeptember 15. | Avar István                    |
| 50.        | Amíg a halál el nem választ | 1988. november 13.   | Avar István                    |
| 70.        | Életre-halálra              | 1989. január 16.     | Bodrogi Gyula                  |
| 66.        | Egy láthatatlan nyomai      | 1989. március 12.    | Avar István                    |
| 74.        | Felesleges halál            | 1989. május 1.       | Bodrogi Gyula                  |
| 84.        | Séta a Tejúton              | 1989. június 3.      | Avar István                    |
| 65.        | Halál vasárnap              | 1989. június 25.     | Avar István                    |
| 41.        | Gyilkosság terv szerint     | 1989. július 17.     | Avar István                    |
| 77.        | Két koporsó Floridából      | 1989. augusztus 7.   | Bodrogi Gyula                  |
| 5.         | Két gyilkos                 | 1989. szeptember 24. | Bodrogi Gyula                  |
| 27.        | A megbízó                   | 1989. október 11.    | Bodrogi Gyula                  |
| 83.        | Az ismeretlen a játékban    | 1989. november 8.    | Bodrogi Gyula                  |

A Derrick Club Hungary Facebook csoportnak köszönhetően az idehaza eddig még nem vetített epizódok közül az alábbiak kerültek bemutatásra feliratosan:
- 1. rész: Szolgálati út
- 10. rész: Nyári meghűlés
- 13. rész: Egyszerű eset
- 19. rész: Alex, a szépfiú
- 21. rész: A játékos
- 23. rész: A mélység
- 31. rész: Az élősködő
- 37. rész: Halálos fenyegetés
- 43. rész: Testvéri szeretet
- 59. rész: Gyűlölet
- 85. rész: A dal vége
- 88. rész: Halott lány a Safarin
- 98. rész: A gyógyszerész félelme
- 100. rész: Két élet

## Érdekességek
- A sorozatot Helmut Ringelmann producer az 1976-ban befejezett A felügyelő (Der Kommissar) című sorozat potlására indította el. A Felügyelő című sorozat címszereplője, a Keller felügyelőt alakító Erik Ode javasolta, hogy Michael Ande játssza Köster közvetlen munkatársát.
- Mivel a Derricknek is Helmut Ringelmann volt a producere, éppen ezért a Derrick befejező részében az ünnepségen beül a nézők közé Az Öreg akkori csapata Leo Kress főfelügyelő (Rolf Schimpf), és munkatársai: Gerd Heymann (Michael Ande), Werner Riedmann (Markus Böttcher) és Axel Richter (Pierre Sanoussi-Bliss). Mivel azonban Magyarországon az Öregnek csak a Siegfried Lowitz által alakított Köster felügyelővel készült részeit vetítették, így a magyar közönség nem érthette ennek a jelenetnek a lényegét.
- Magyarországon elsőként a Hideg, mint a gyémánt című 67. részt sugározták 1985. november 24-én, ezt azonban még önálló filmként mutatta be az MTV.[4] Másfél évvel később 1987. május 14-én került bemutatásra a Bumeráng című 14. rész, amit a tv-újságok sorozatindító epizódként tüntettek fel, de megemlítik, hogy korábban már láthattak a nézők egy filmet a sorozatból.[5] A "Hideg, mint a gyémánt" című részben még egészen más szinkronstáb és szinkronszínészek működtek közre, mint később Az Öreg cím alatt futó epizódoknál. Később már egy állandó szinkronstáb dolgozott az epizódokon, de ennek ellenére Siegfried Lowitz valamiért hol Avar István, hol pedig Bodrogi Gyula hangján szólal meg (a 67. részben Fillár István volt Lowitz magyar hangja).
- A 21. részben (A játékos) Köster harmadik asszisztensét Mayer Zwot Werner Asam alakítja (egyetlen alkalommal), majd a 32. résztől már Wolfgang Zerlett alakítja.
- A 23. részben (Mélység) az epizód főszereplője A felügyelő című sorozat Nagyvárosi patkányok című 3. részét nézi a tévében, amit ehhez az epizódhoz hasonlóan szintén Theodor Grädler rendezett. Az epizód végén az epizód-főszereplő a "Grünvalder Brücke" nevű hídról akar leugrani, Siegfried Lowitz (Köster) próbálja lebeszélni róla. Ebben a záró jelenetben az az érdekes, hogy öt évvel korábban a Derrick 3. rész (Az alapítási évforduló / Jubileumi ünnepség) legvégén Horst Tappert (Derrick) próbálja meg lebeszélni a Siegfried Lowitz által alakított karaktert, hogy ugyanerről a hídról leugorjon.
- Az 50. részben (Amíg a halál el nem választ) Dieter Schidornak az epizód elején még Incze József a magyar hangja, majd kb. a 15 perc után valamiért már Józsa Imre lesz. Az epizód végén a stáblistán, illetve a korabeli TV-újságokban is csak Józsa Imre nevét említik.
- Az 59. rész (Gyűlölet) egyik jelenetében a szereplők a moziban a sorozat 53. részét (Az ismeretlen nő) nézik, ami egyébként csak televízióban ment. Ebben az epizódban szerepet kapott Sky du Mont is, de az arcát nem mutatják.
- A 65. rész (Halál vasárnap) egyik jelenetében Köster megemlíti Seress Rezső: Szomorú vasárnap című szerzeményét.
- A 67. részben (Hideg, mint a gyémánt) az epizód forgatókönyvírója Volker Vogeler is szerepet kapott, ő játszotta a biztosítási nyomozót. Ebben az epizódban az egyik szereplő vezetékneve Bogdán.
- A 88. rész egyik jelenetében a sorozat 82. részét nézik a tévében.
- Ulf J. Soehmisch itt is rendőrorvost, Dietler Eppler meg itt is államügyészt alakít, csak úgy mint a Derrickben, de az nem derül ki, hogy ugyanaz-e a neve a karaktereknek. Deietler Eppler a Két férfi, egy eset című sorozat 51. részében (Értéktelen alibi), valamint a Tetthely című sorozat 108. részében (Nem gyerekjáték!) szintén államügyészt alakít, de azokban sem említik a karakter nevét.
- Derrickhez hasonlóan Kösternek is három megoldatlan ügye volt, mégpedig a 10., a 42. és az 59. részben.
- A 95. részben szerepet kapott Charles M. Huber is, aki a 101. résztől a 225. részig Henry Jonson felügyelőt, Kress főfelügyelő (a későbbi "Öreg") egyik közvetlen munkatársát alakítja.
- A 100. részben (Két élet) Köstert a később kétszeres Oscar-díjas Christoph Waltz lövi le, aki a Derrick és feltehetőleg ennek a sorozatnak is az egyetlen Oscar-díjas színésze.
- Az eredeti forgatókönyv szerint a 100. rész végén Köster túléli a lövést, és nyugdíjba vonul, Siegfried Lowitznak azonban kifejezett kérése volt, hogy a karaktere meghaljon, mert semmiképpen nem akart visszatérni, ezért átírták a forgatókönyvet, és újraforgatták az epizód végi irodás jelenetet, amiben megjelenik a Wolfgang Zerlett által alakított Mayer Zwo nyomozó is, aki nem szerepel az epizód stáblistáján. (Ő ennek az epizódnak csak a záró jelenetében van benne, holott neki mindig olyan jelenetei voltak, amiben nyomozott).

## Fordítás
- Ez a szócikk részben vagy egészben  a   Der Alte című német Wikipédia-szócikk fordításán alapul.  Az eredeti cikk szerkesztőit annak laptörténete sorolja fel. Ez a jelzés csupán a megfogalmazás eredetét és a szerzői jogokat jelzi, nem szolgál a cikkben szereplő információk forrásmegjelöléseként.